# تتا برساووش
تتا برساووش یک ستاره است که در صورت فلکی برساوش قرار دارد.